# Strongylognathus caeciliae
Strongylognathus caeciliae is een mierensoort uit de onderfamilie van de Myrmicinae. De wetenschappelijke naam van de soort is voor het eerst geldig gepubliceerd in 1897 door Forel.